# 拉塞勒克拉奈斯
拉塞勒克拉奈斯（法語：La Selle-Craonnaise，法語發音：[la sɛl kʁanɛz]）是法国马耶讷省的一个市镇，属于贡捷堡区。

## 地理
拉塞勒克拉奈斯（47°50'34"N, 1°2'33"W）面积29.17 平方千米，位于法国卢瓦尔河地区大区马耶讷省，该省份为法国西北部内陆省份，北起芒什省和奧恩省，西接伊勒-维莱讷省，南至曼恩-卢瓦尔省，东临萨尔特省。
与拉塞勒克拉奈斯接壤的市镇（或旧市镇、城区）包括：巴洛、利夫雷拉图什、尼亚夫勒、圣艾尼昂叙罗、圣马丹迪利梅、圣米歇尔德拉罗、圣萨蒂南迪利梅。
拉塞勒克拉奈斯的时区为UTC+01:00、UTC+02:00（夏令时）。

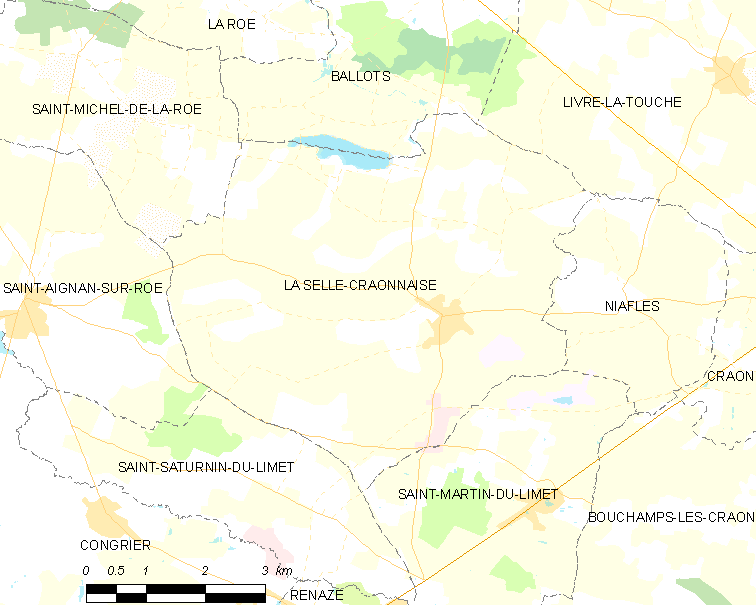
拉塞勒克拉奈斯的OSM定位图

## 行政
拉塞勒克拉奈斯的邮政编码为53800，INSEE市镇编码为53258。

## 政治
拉塞勒克拉奈斯所属的省级选区为科塞勒维维安县。

## 人口

1962-2008年间拉塞勒克拉奈斯人口变化图示

拉塞勒克拉奈斯于2022年1月1日时的人口数量为901人。